# Ansbert el Senador
Ansbert el Senador fou un personatge del període merovingi suposat espòs de la princesa Blitilda, la suposada filla del rei Clotari I. Serien els pares d'un fill designat Arnoald, segons diversos documents medievals dels quals el primer d'ells és la Commemoratio genealogiae domni Karoli gloriossimi imperatoris establerta per escribans del bisbat de Metz cap a 810. Les primeres versions d'aquesta genealogia donen a Clotari I com a pare de Blitilde però després, cap a 870, comença a aparèixer com a pare Clotari II.
Personatge probablement real (encara que Ansbert no és anomenat als documents contemporanis, no aporta res a les genealogies - és la seva dona que transmet la sang merovíngia - i com l'arrel Ans es retroba a Ansegisel, es considera la seva existència com possible) però mal enllaçat genealògicament pels escribes del bisbat de Metz a la fi del segle IX. En efecte, aquests escribes han reprès probablement documents autèntics per establir la genealogia, però n'han fet lectures errònies. Ni tan sols el nom de Blitilda no té per què ser fals necessàriament, és la seva qualitat d'engranatge entre els merovingis i els carolingis que la fa sospitosa i, per tant, és generalment rebutjada.
Gregori de Tours dona una llista bastant completa dels fills de Clotari I on Blitilda no hi figura. Quant a la tesi que proposa Blitilda com una filla de Clotari II, és una aberració cronològica: Arnoald, fill d'Ansbert, és un contemporani i probablement de la mateixa edat que Clotari II que en canvi seria, segons aquestes genealogies, el pare de la mare d'aquest mateix Arnauld.